# اوسونیوس

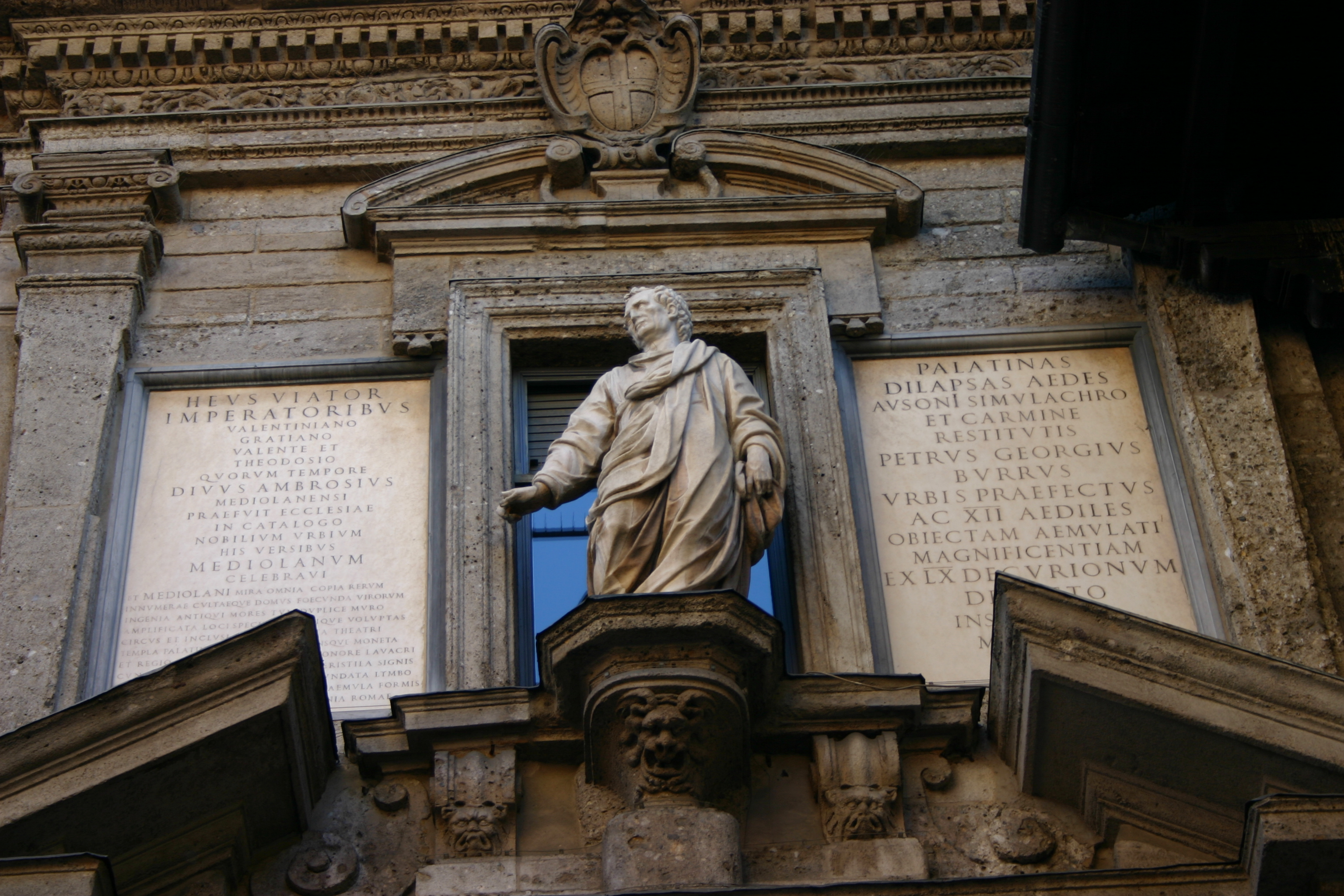
بنای یادبود اوسونیوس در میلان

اوسونیوس با نام کامل دسیمیوس ماگنوس اوسونیوس (به لاتین: Decimus Magnus Ausonius) (زادهٔ پیرامون ۳۰۹ یا ۳۱۰ - درگذشتهٔ پیرامون ۳۹۲ یا ۳۹۵) شاعر لاتین‌زبان، آموزگار گراتیان، فرماندار آفریقا، ایتالیا، گل و کنسول روم بود.

## زندگی‌نامه
اوسونیوس در حدود ۳۱۰ در بوردیگالای گل (بوردوی امروزی در فرانسه) زاده شد. او در ابتدا به‌عنوان متخصص دستور زبان و سپس به عنوان عالم علم بدیع در مدارس معروف بوردیگالا به تدریس مشغول شد. آوازهٔ او چنان بود که والنتینیان یکم، امپراتور وقت روم او را به تیبر فرا خواند تا آموزش پسرش گراتیان را برعهده بگیرد. با بر تخت نشستن گراتیان او نیز اوسونیوس را ارتقای مقام داده به فرمانداری آفریقای روم، ایتالیا و گل منصوب نمود و در ۳۷۹ او را به مقام کنسولی رساند.
اما گراتیان در ۳۸۳ به قتل رسید و اوسونیوس به املاکش در حاشیهٔ رود گارون بازگشت. او با افراد برجستهٔ بسیاری دوستی داشت و از طریق نامه‌هایی غالباً منظوم با آنان در ارتباط بود. اوسونیوس فردی مسیحی بود اما بنا بر سنت مرسوم کافران می‌نوشت، با این حال با مطالعهٔ کارهای او که بخش زیادیشان تا به امروز باقی مانده‌است می‌توان او را یکی از پیشروهای ادبیات لاتین مسیحی و ادبیات کشور خود به‌شمار آورد.
از آثار اوسونیوس می‌توان به مجموعه شعری با عنوان Technopaegnion (بازی هنر) که هر بیت آن با یک هجا به پایان می‌رسد، طولانی‌ترین شعر او با نام Mosella دربارهٔ رودخانه‌ای به همین نام، خودزندگی‌نامه‌ای با عنوان Praefatiunculae (دیباچه‌ها)، مجموعه شعرهایی با نام Parentalia در بارهٔ آشنایان درگذشته و Professores Burdigalenses در بارهٔ استادان بوردیگالا اشاره کرد. این آثار منابع ارزشمندی برای آشنایی ما با زندگی گل‌ها در دوران باستان به‌شمار می‌روند.
اوسونیوس در ۳۹۲ یا ۳۹۵ در زادگاهش بوردیگالا درگذشت.